# Anthony Parker
Anthony Michael Parker (Naperville, Illinois, 19 de junio de 1975) es un exjugador de baloncesto estadounidense que disputó 9 temporadas en la NBA y 5 más en Israel. Con 1,98 metros de altura, jugaba en la posición de escolta.
Tras jugar tres temporadas en la NBA, se marchó a Israel, triunfando en Maccabi Tel Aviv, donde ganó cinco ligas y cinco copas nacionales, tres Euroligas, siendo en dos ocasiones MVP de dicho torneo. Luego regresó y disputó otras seis temporadas en la NBA.
Desde 2023 es el manager general de los Orlando Magic de la NBA.

## Carrera

### Instituto
Parker jugó al baloncesto en el instituto Naperville Central High School, en Naperville (Illinois), un suburbio al oeste de Chicago.

### Universidad
Disputó cuatro temporadas con los Braves de la universidad de Bradley (1993-1997), donde promedió, en su tercer año 18,9 puntos por partido con un 42% en tiros de tres, y se convirtió en el MVP de la Missouri Valley Conference.

### Profesional

#### NBA
Posteriormente, fue seleccionado en la 21.ª posición del Draft de la NBA de 1997 por New Jersey Nets, aunque fue inmediatamente traspasado a Philadelphia 76ers. 
En las dos campañas que pasó en los 76ers, Parker estuvo muy castigado por las lesiones, jugando 39 partidos de temporada regular y anotando un total de 74 puntos. 
En la temporada 1999-2000 fue traspasado a Orlando Magic junto con Harvey Grant por Billy Owens. En los Magic la cosa cambió poco, promediando 3,6 puntos y 1,7 rebotes en 16 partidos antes de ser cortado en enero de 2000. Finalizó la temporada jugando en Quad City Thunder de la CBA, promediando 11,5 puntos en 26 partidos.

#### Israel e Italia

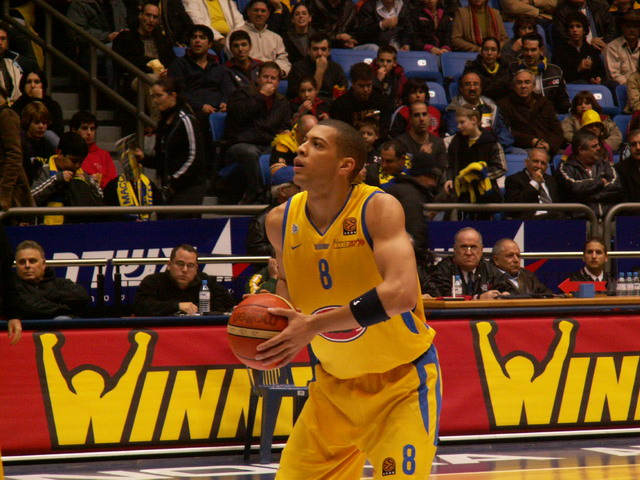
Parker lideró al Maccabi Tel Aviv a numerosos títulos.

En la campaña 2000-01, Parker fichó por el Maccabi Tel Aviv. Fue fichado para llenar el vacío que dejaba la retirada de Doron Sheffer, y lideró al equipo en anotación, rebotes, tapones, y además se ganó al público con sus mates. En su primer año en el Maccabi, ganó la liga, la copa y la Suproleague. En la siguiente temporada, la 2001-02, los éxitos continuaron, alzándose de nuevo con los dos títulos domésticos y llegando a la Final Four de la Euroliga.
Parker abandonó Israel en 2002 y en enero de 2003 fichó por la Virtus Roma, jugando 27 partidos de liga y promediando 14.5 puntos por encuentro y 5.6 rebotes. 
Sin embargo, medio año regresó al Maccabi, ayudándole en 2004 y 2005 a ganar la liga, la copa y la Euroliga. En 2004 fue nombrado MVP de la Final Four de la Euroliga, y en 2005 MVP de la Euroliga e incluido en el mejor equipo del torneo. En su última temporada en Israel, ganó de nuevo los campeonatos nacionales, pero esta vez cayó en la final de la Euroliga ante PBC CSKA Moscú por 73-69. Una vez más, fue nombrado MVP de la Euroliga y por primera vez fue incluido en el mejor quinteto. 
Tras promediar 13,6 puntos, 4,8 rebotes y 1,8 robos en su carrera en la liga israelí, y 15,8 puntos, 5,7 rebotes y 1,6 robos en la Euroliga, Parker regresaba a la NBA firmando como agente libre con Toronto Raptors.

#### Regreso a la NBA
Toronto
Parker volvía a la NBA tras un largo periodo en Europa, y lo hacía en Toronto Raptors, curiosamente equipo al que derrotó en el Air Canada Center cuando defendía los colores del Maccabi en octubre de 2005, anotando la canasta vencedora. Firmó por cuatro años a razón de 12 millones de dólares, compartiendo equipo con veteranos de Europa como Jorge Garbajosa y José Calderón. En su primera temporada en los Raptors sorprendió por su alto rendimiento, promediando 12,4 puntos, 3,9 rebotes y 2,1 asistencias, y liderando a su equipo en porcentaje de triples y tiros libres. Su versatilidad fue pieza clave para el conjunto canadiense se alzase con su primer título de división, entrara en playoffs tras cinco años y consiguiera el mejor balance de su corta historia.
Cleveland
Tras tres temporadas en Toronto, el 13 de julio de 2009, firmaba un contrato de dos años y $6 millones con Cleveland Cavaliers.

### Retirada y ejecutivo
Después de tres temporadas con los Cavaliers, el 27 de junio de 2012, anunció su retirada como profesional.
Orlando
Desde 2012 a 2017 fue ojeador para los Orlando Magic. 
En agosto de 2017 es designado como general manager de los Lakeland Magic, el filial de los Orlando Magic en la NBA G League.
En octubre de 2021 se convierte en asistente del general manager en Orlando.
En julio de 2023 es ascendido a General Manager de los Orlando Magic.

## Estadísticas de su carrera en la NBA

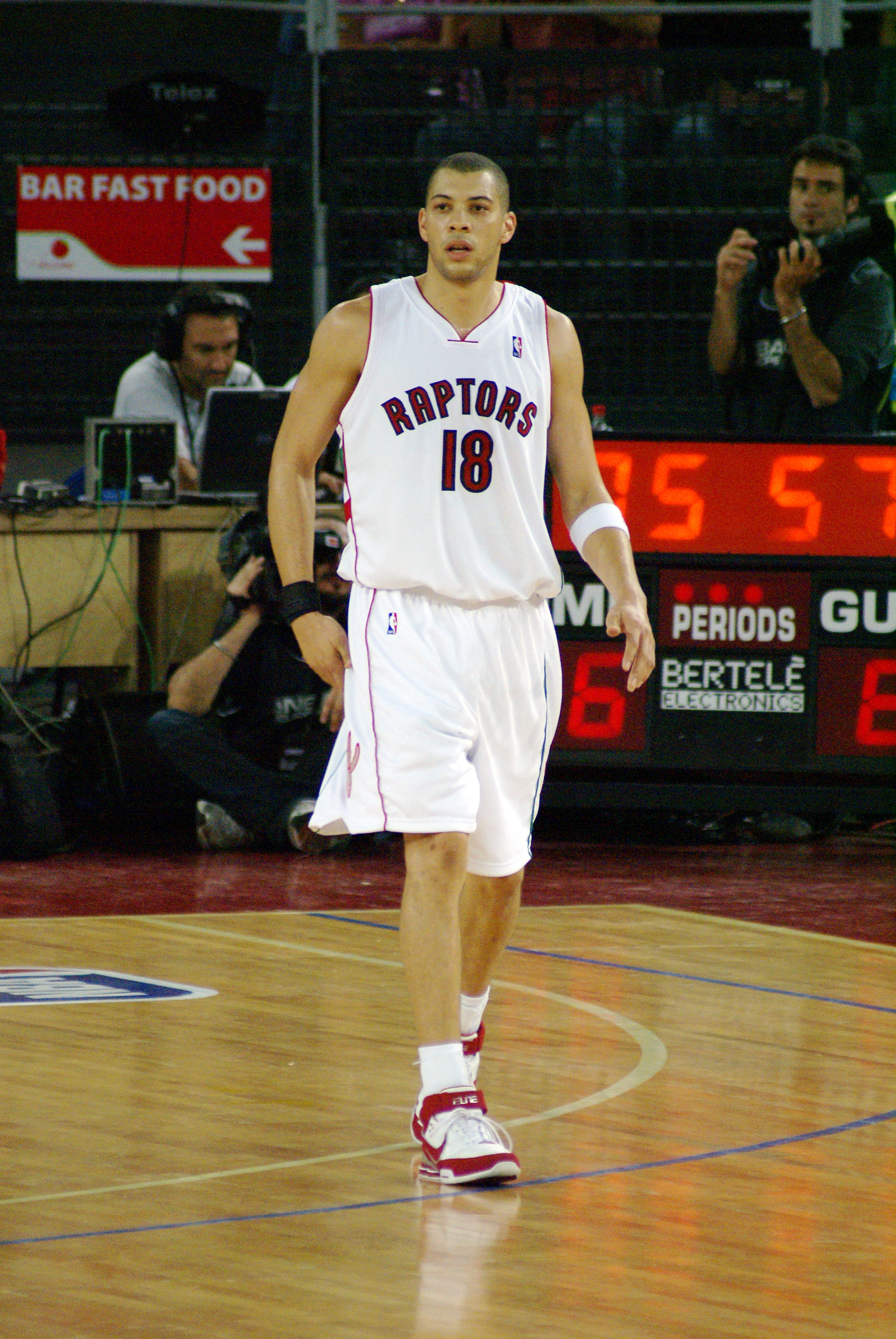
Parker en su etapa en Toronto Raptors en 2007.

### Temporada regular
| Año     | Equipo       | PJ  | PT  | MPP  | %TC   | %3P  | %TL  | RPP | APP | ROB | TPP | PPP  |
| ------- | ------------ | --- | --- | ---- | ----- | ---- | ---- | --- | --- | --- | --- | ---- |
| 1997–98 | Philadelphia | 37  | 0   | 5.3  | .397  | .321 | .650 | .7  | .5  | .3  | .1  | 1.9  |
| 1998–99 | Philadelphia | 2   | 0   | 1.5  | 1.000 | .000 | .000 | .0  | .0  | .0  | .0  | 1.0  |
| 1999–00 | Orlando      | 16  | 0   | 11.6 | .421  | .071 | .727 | 1.7 | .6  | .5  | .2  | 3.6  |
| 2006–07 | Toronto      | 73  | 73  | 33.4 | .477  | .441 | .835 | 3.9 | 2.1 | 1.0 | .2  | 12.4 |
| 2007–08 | Toronto      | 82  | 82  | 32.1 | .476  | .438 | .816 | 4.1 | 2.2 | 1.0 | .2  | 12.5 |
| 2008–09 | Toronto      | 80  | 71  | 33.0 | .426  | .390 | .834 | 4.0 | 3.4 | 1.2 | .2  | 10.7 |
| 2009–10 | Cleveland    | 81  | 81  | 27.5 | .434  | .414 | .789 | 2.9 | 1.9 | .8  | .2  | 7.3  |
| 2010–11 | Cleveland    | 72  | 65  | 29.0 | .399  | .379 | .779 | 3.0 | 3.0 | .9  | .1  | 8.3  |
| 2011–12 | Cleveland    | 51  | 51  | 25.1 | .433  | .362 | .625 | 2.7 | 2.4 | .8  | .1  | 7.2  |
| Total   | Total        | 494 | 423 | 27.8 | .444  | .404 | .794 | 3.2 | 2.3 | .9  | .2  | 9.1  |

### Playoffs
| Año   | Equipo    | PJ | PT | MPP  | %TC  | %3P  | %TL  | RPP | APP | ROB | TPP | PPP  |
| ----- | --------- | -- | -- | ---- | ---- | ---- | ---- | --- | --- | --- | --- | ---- |
| 2007  | Toronto   | 6  | 6  | 40.0 | .419 | .400 | .795 | 5.3 | 1.0 | 1.5 | .3  | 15.2 |
| 2008  | Toronto   | 5  | 5  | 39.2 | .408 | .294 | .857 | 6.0 | 2.0 | .8  | .4  | 11.4 |
| 2010  | Cleveland | 11 | 11 | 30.1 | .436 | .455 | .733 | 2.4 | 1.3 | .8  | .3  | 8.3  |
| Total | Total     | 22 | 22 | 34.8 | .434 | .407 | .794 | 4.0 | 1.4 | 1.0 | .3  | 10.9 |